# NGC 3593

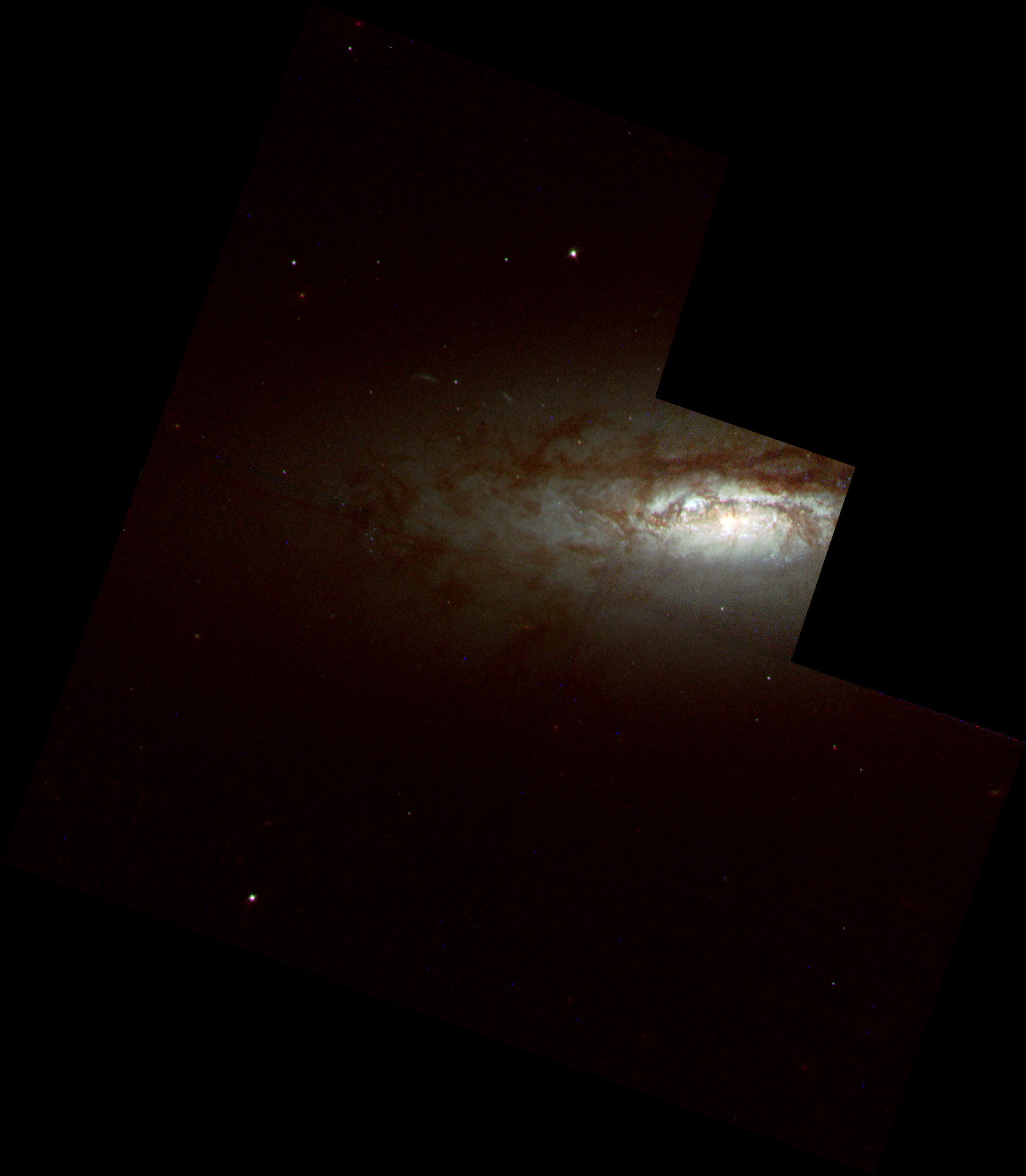
صورة NGC 3593 بواسطة تلسكوب هابل

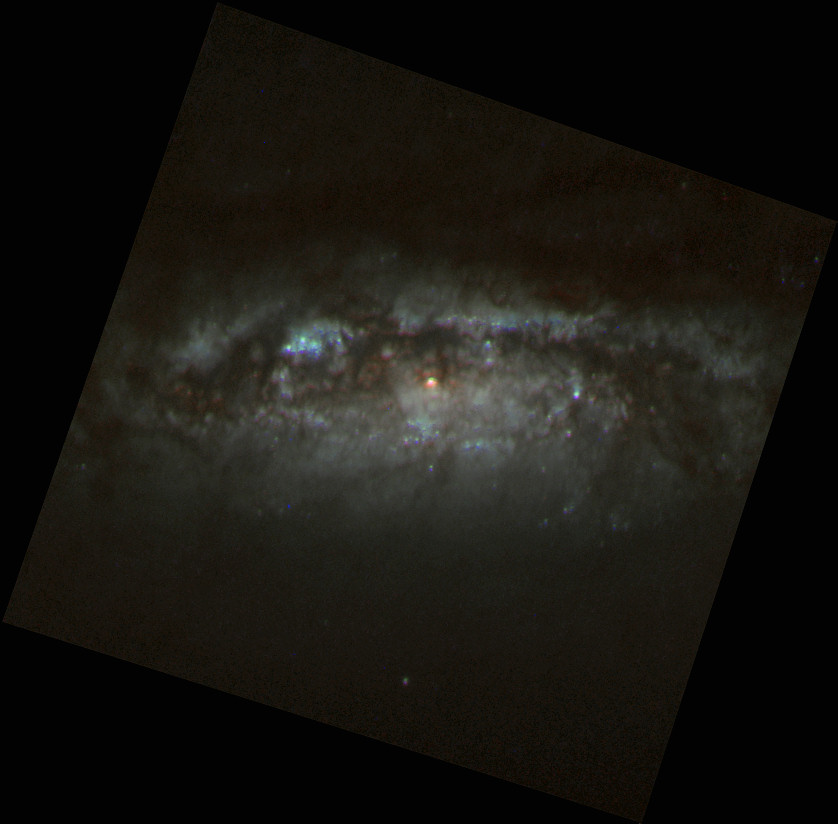
صورة NGC 3593 بواسطة تلسكوب هابل

NGC 3593 هي مجرة محدبة تقع في كوكبة الأسد. لديها تصنيف من نوع SA(s)0/a مما يدل على أنها مجرة محدبة من النوع الحلزوني الخالص. هي مجرة انفجار نجمي، مما يعني أنها تكون نجوم جديدة بمعدل مرتفع. يحدث ذلك في نطاق من الغاز المحيط بالنواة المركزية. هناك ذراع واحد لولبي خارج من هذه الحلقة. وكثيرا لا يتم تحديدها كعضو في مجموعة ثلاثية الأسد.
من المعروف أن هذه المجرة لاحتواء اثنين من أنواع النجوم. بمعنى أن واحد من الإثنين من النجوم يدور في الاتجاه المعاكس فيما يتعلق بالأخرى. ويتمثل أحد وسائل حدوث ذلك في الحصول على الغاز من مصدر خارجي، والذي يخضع بعد ذلك لتكوين النجوم. والبديل هو الاندماج مع مجرة ثانية. ولم يستبعد أي من السيناريوهات. عمر الكتلة السفلية أصغر سنا بنحو 1.6 ± 0.8 Gyr (مليون سنة) من النجم الأساسي للمجرة.

## وصلات خارجية
- NGC 3593 على موقع ويكي سكاي: DSS2, SDSS, GALEX, IRAS, Hydrogen α, X-Ray, Astrophoto, Sky Map, Articles and images